# Mặt trận Thống nhứt Toàn lực Quốc gia
Mặt trận Thống nhứt 
Toàn lực Quốc gia là một tổ chức chính trị liên hiệp các tôn giáo và đảng phái có xu hướng cát cứ chống chính phủ trung ương của Thủ tướng Ngô Đình Diệm, hoạt động trên chính trường Quốc gia Việt Nam trong thời gian ngắn ngủi đầu từ 1954 đến 1955. Trên danh nghĩa Mặt trận này ủng hộ Quốc trưởng Bảo Đại,

## Bối cảnh hình thành
Kể từ sau khi cuộc chiến tranh Đông Dương bùng nổ, nhằm tìm cách nắm quyền kiểm soát chiến sự, người Pháp tìm cách cô lập lực lượng chống đối mạnh nhất là Việt Minh, bằng cách hợp tác với các nhóm chính trị, quân sự khác, vốn có xu hướng chống Việt Minh. Với Giải pháp Bảo Đại, chính phủ Quốc gia Việt Nam được thành lập, tập hợp các nhóm chính trị - quân sự quốc gia, về danh nghĩa thống nhất. Tuy nhiên, trên thực tế, mỗi nhóm đều xây dựng thế lực cát cứ của riêng mình.
Sau khi Pháp thất trận Điện Biên Phủ, cựu thượng thư Ngô Đình Diệm được Quốc trưởng Bảo Đại bổ nhiệm làm Thủ tướng Quốc gia Việt Nam. Nhằm tăng cường sức mạnh về chính trị - quân sự, đồng thời bày trừ nạn cát cứ tàn dư của chính quyền thực dân Pháp, khả dĩ đủ để đối trọng với chính quyền Việt Minh, Thủ tướng Diệm chủ trương thống nhất về mặt quân sự và giải thể quyền tự trị của các nhóm chính trị quân sự nằm ngoài chính quyền trung ương.

## Dấu ấn ngắn ngủi trong lịch sử
Mặt trận là tổng hợp các thành phần Quân đội Cao Đài, Quân đội Hòa Hảo, Quân đội Bình Xuyên, Dân xã Đảng (thuộc Hòa Hảo) và Cao Đài Liên minh thành lập ngày 4 tháng 3 năm 1955 với chủ tịch là Hộ pháp Phạm Công Tắc.
Các nhân vật liên quan đến Mặt trận có cố vấn Trần Văn Ân, Lâm Thành Nguyên, Hồ Hữu Tường, Trần Thái Huệ, Nhị Lang, Lê Văn Viễn và Nguyễn Long Thành Nam. Ngày 21 tháng 3, phái đoàn đại diện Mặt trận đệ trình Thủ tướng Diệm một văn kiện yêu cầu cải tổ chính phủ, đòi phần đại diện trong bộ máy chính quyền và hạn trong 4 ngày để chính phủ thực hiện. Ký tên bản kiến nghị là Hộ pháp Phạm Công Tắc, Trung tướng Trần Văn Soái, Trung tướng Nguyễn Thành Phương, Thiếu tướng Lâm Thành Nguyên, Thiếu tướng Lê Quang Vinh và Thiếu tướng Trình Minh Thế. Lê Văn Viễn thì bố trí đại bác nhắm vào Dinh Độc Lập phòng khi bên chính phủ ra tay. Ngày áp chót Mặt trận gửi người vào dinh họp với thủ tướng.
Thủ tướng Diệm không chịu nhượng bộ, đòi việc thống nhất quân đội là điều kiện tiên quyết, sau mới bàn đến cải tổ chính trị. Trước đó, ngày 21 tháng 3, ông tuyên bố: "Phải thống nhất quân đội, không thể có những lực lượng riêng biệt. Phải thống nhất hành chánh, không thể có địa phương tự trị. Phải thống nhất tài chánh, không thể có những sắc thuế do địa phương tự đặt ra."
Trong Mặt trận thì có ba khuynh hướng: nhóm ôn hòa muốn hợp tác với chính phủ (Lâm Thành Nguyên, Trình Minh Thế), nhóm trung lập (Nguyễn Thành Phương) và nhóm chống chính phủ (Lê Văn Viễn, Lê Quang Vinh). Đêm 29 tháng 3, nhóm Lê Văn Viễn nổ súng nã vào Bộ Tổng Tham mưu Quân đội Quốc gia ở số 606 đại lộ Trần Hưng Đạo nhưng bị đánh bại, phải rút về khu Bình Xuyên cố thủ. Mặt trận từ đó rạn nứt: Lâm Thành Nguyên, Trình Minh Thế, Nguyễn Thành Phương đứng hẳn về phe chính phủ Quốc gia. Ngày 2 tháng 4, Thủ tướng Diệm lên Đài Phát thanh lên án lực lượng Bình Xuyên mà không đả động đến hai giáo phái Cao Đài và Hòa Hảo nữa. Riêng Hộ pháp Phạm Công Tắc không về hợp tác. Trong khi đó bên Mặt trận điện sang Pháp yêu cầu Quốc trưởng Bảo Đại can thiệp để kềm chế Thủ tướng Diệm.
Ngày 12 tháng 4 năm 1955 tại Chánh Hưng, khu Bình Xuyên, Mặt trận cho ra mắt Ủy ban Chỉ đạo Quốc gia Cách mạng do Trịnh Khánh Vàng, Hồ Hữu Tường và Nguyễn Văn Thành lãnh đạo, thẳng tay chống lại Quân đội Quốc gia, mở đầu nhiều đợt pháo kích trong đô thành Sài Gòn. Tiếp theo là chiến dịch Hoàng Diệu; lực lượng Bình Xuyên thua ở Sài Gòn, rút về Rừng Sác cầm cự đến Tháng 10 thì tổng tham mưu Bình Xuyên bị bắt; Mặt trận hoàn toàn tan rã. Đầu năm 1956 Phạm Công Tắc, chủ tịch Mặt trận phải bỏ Tây Ninh, trốn sang Nam Vang lưu vong, chấm dứt giai đoạn giáo phái võ trang chống phá chính phủ.

## Tan rã
Trước sức mạnh của Quân đội Việt Nam Cộng hòa được Hoa Kỳ hậu thuẫn, Mặt trận tan vỡ và thất bại. Một số lãnh đạo chuyển sang quy thuận chính phủ hoặc đầu hàng như Trình Minh Thế và Nguyễn Thành Phương (Cao Đài); Trần Văn Soái, Nguyễn Giác Ngộ và Lâm Thành Nguyên (Hòa Hảo). Một số không chấp nhận và lưu vong sang nước khác như Lê Văn Viễn (Bình Xuyên) sang Pháp và Phạm Công Tắc (Cao Đài) sang Campuchia. 
Những chỉ huy và thành viên không quy phục thì bị chính quyền Việt Nam Cộng hòa xử tử như Lê Quang Vinh (Hòa Hảo), Lê Paul (Bình Xuyên, con trai của Lê Văn Viễn); hoặc bỏ tù như Nguyễn Văn Thành (Cao Đài), Trần Văn Ân, Nguyễn Hữu Thuần và Hồ Hữu Tường (nhân sĩ).
Một bộ phận gia nhập Mặt trận Dân tộc Giải phóng Miền Nam để chống lại Việt Nam Cộng hòa như Huỳnh Thanh Mừng (Cao Đài); Võ Văn Môn (Bình Xuyên).